# Ptiloglossa decipiens
Ptiloglossa decipiens is een vliesvleugelig insect uit de familie Colletidae. De wetenschappelijke naam van de soort is voor het eerst geldig gepubliceerd in 1987 door Moure.